# Иакобуччи, Фрэнк
Достопочтенный Фрэнк Иакобу́ччи (англ. Frank Iacobucci; род. 29 января 1937, Ванкувер в Британской Колумбии) — бывший судья Верховного суда Канады. Он был младшим судьёй (1991—2004).
Иакобуччи родился в семье итальянских иммигрантов в Ванкувере. Получил степени бакалавра коммерции и бакалавра права в Университете Британской Колумбии и степень магистра права в Кембриджском университете. С 1967 по 1982 годы Иакобуччи преподавал на юридическом факультете Торонтского университета, а с 1979 по 1982 годы был его деканом. С 1983 по 1985 годы он был вице-президентом и проректором университета. С 1985 по 1988 годы находился на государственной службе как заместитель министра юстиции в федеральном правительстве. В 1991 году Иакобуччи был назначен судьёй Верховного суда Канады, где он прослужил вплоть до ухода на пенсию в 2004 году.